# Pedro Avilés Pérez
Pedro Avilés Pérez fut un narcotrafiquant mexicain dans les années 1960. Avec Luciano Reynosa Pérez, son frère, ils créèrent le Cartel de Sinaloa au Mexique. Il est considéré comme faisant partie de la première génération des grands trafiquants de drogues au Mexique. Il est aussi le premier à avoir utilisé des avions pour faire entrer la drogue aux États-Unis.
Il fut abattu en 1978 par la police fédérale dans le lieu connu comme "La Y" en Hermosillo Sonora .